# Gladys Kazadi

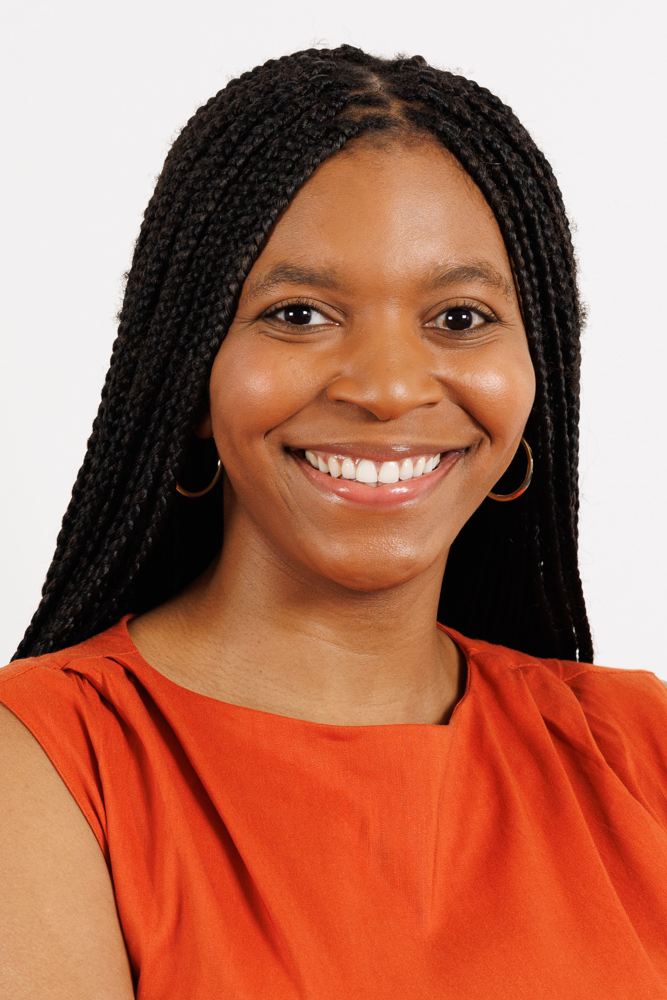
Gladys Kazadi

Gladys Kazadi Muanangabu Kaniki (Nijvel, 20 april 1994) is een Belgisch politica voor het cdH, sinds maart 2022 Les Engagés genaamd.

## Levensloop
Gladys Kazadi is van Congolese afkomst. In 2016 behaalde ze een bachelor in de politieke wetenschappen aan de Université Saint-Louis en in 2018 promoveerde ze tot master in internationale betrekkingen, optie diplomatie en conflictbeheersing aan de UCL, met een scriptie over intergemeenschappelijke verzoening in de streek Kivu in de Democratische Republiek Congo.
Tijdens haar studies werd Kazadi actief bij het edH, de studentenafdeling van cdH: van 2015 tot 2016 was ze politiek secretaris van de Brusselse afdeling, van 2016 tot 2017 was ze penningmeester en van 2017 tot 2018 secretaris-generaal. Na haar studies was ze van 2018 tot 2019 kabinetsmedewerker van Céline Fremault, minister in de Brusselse Hoofdstedelijke Regering.
Bij de gemeenteraadsverkiezingen van oktober 2018 werd zij op 24-jarige leeftijd verkozen tot gemeenteraadslid van Sint-Agatha-Berchem. Van december 2021 tot december 2024 was ze schepen van de gemeente, bevoegd voor Familiale Aangelegenheden, Gezondheid en Senioren. Nadien werd Kazadi weer gemeenteraadslid.
In mei 2019 werd Kazadi verkozen in het Brussels Hoofdstedelijk Parlement. In januari 2020 werd door haar partij ook afgevaardigd in het Parlement van de Franse Gemeenschap, waar ze bleef zetelen tot in december 2021. In juni 2024 werd ze herkozen in het Brussels Parlement.
In juni 2022 werd Kazadi samen met Yvan Verougstraete verkozen tot vicevoorzitter van Les Engagés, de opvolger van het cdH. Ze oefende deze functie uit tot in april 2025.